# Destruction
Destruction (v překladu z angličtiny destrukce) je německá thrash metalová kapela založená roku 1982. Původní jméno kapely bylo Knight Of Demon, ale jelikož se kapela domnívala, že dostatečně nekoresponduje s jejich hudbou, bylo změněno. Po většinu devadesátých let neměli Destruction podepsanou smlouvu s nahrávací společností a byli tak nuceni si produkovat svá alba sami.
Společně s kapelami Kreator, Sodom a Tankard jsou považováni za "velkou čtyřku" ("big teutonic four") německého thrash metalu. Těmto kapelám je často přisuzován vliv na rané death metalové kapely, protože jejich hudba obsahovala některé prvky, které se následně vyvinuly v death metal.

## Historie

### Osmdesátá léta 20. století
Kapela byla založena v roce 1982 pod názvem Knight Of Demon. Původní sestavu tvořili Schmier (zpěv a baskytara), Thomas 'Tommy' Sandmann (bicí) a Michael 'Mike' Sifringer (kytara). Brzy poté si změnili název na Destruction a vydali první demo nahrávku s názvem Bestial Invasion of Hell (1984). Na základě této demonahrávky byla podepsána smlouva s nahrávací společností Steamhammer Records. Kapela později téhož roku vydala debutové EP Sentence Of Death. Destruction zaznamenávají první velký úspěch na tehdejší metalové scéně a vyráží na evropské tour se Slayer.
Roku 1985 Destruction vydali debutové dlouhohrající album Infernal Overkill. O rok později vznikla nahrávka Eternal Devastation (1986) a kapela tak ustálila svojí pozici na předních místech evropské thrashové vlny. Následovalo úspěšné tour po Evropě s kapelami Kreator a Rage.
Bubeník Tommy odešel z kapely roku 1987. Na jeho místo usedl Oliver 'Olly' Kaiser a ke kapele se také přidal druhý kytarista Harry Wilkens. Posíleni o druhou kytaru nahráli Destruction druhé EP Mad Butcher (1987) a absolvovali své první tour po USA, Jižní Americe a jižní Evropě.
V roce 1988 vyšla deska Release from Agony, která byla ovlivněna nově příchozími členy a Destruction na ní prezentovali techničtější pojetí thrash metalu. Kapela vyrazila na tour s Motörhead a představila se na festivalových pódiích. Vznikl také záznam z tohoto tour, který byl vydán pod názvem Live Without Sense (1989).
Během nahrávání další desky s názvem Cracked Brain (1990), došlo tvůrčím neshodám uvnitř kapely a roku 1989 z ní byl vyhozen Schmier. Po odchodu založil power metalovou kapelu Headhunter. Album Cracked Brain nakonec nazpíval host André Grieder ze švýcarských Poltergeist. Do kapely také přišel baskytarista Christian Engler (později působil v německých Necronomicon).

### Devadesátá léta 20. století
Na začátku devadesátých let odešel kytarista Harry. Mike a Olly se rozhodli pokračovat s kapelou dále pod názvem Destruction. Byl potřeba vyřešit problém s postem zpěváka. Nahrávací společnost přišla s návrhem, že Robert Gonella z německých Assassin by mohl být ten správný zpěvák. Kapela ovšem nebyla spokojena s jeho výkonem. Později oslovili zpěváka dánských Artillery, Flemminga Rönsdorfa. Ten s kapelou i zkoušel, ale nakonec se nepřidal, protože mu nahrávací společnost nechtěla poslat peníze před nadcházejícím tour.
Za mikrofon se nakonec v roce 1993 postavil zpěvák Thomas Rosenmerkel a na post druhého kytaristy přišel Michael 'Ano' Piranio (oba z kapely Ephemera's Party).
Kapela během devadesátých let prošla komerčně neúspěšným obdobím. Během exploze žánru grunge v první polovině 90. let kapela ztratila podporu své nahrávací společnosti a byla tak nucená vydávat a produkovat alba na vlastní náklady. Výsledkem byla dvě EP, Destruction (1994) a Them Not Me (1995) a jedna dlouhohrající deska The Least Successful Human Cannonball (1998). Později byla tato éra kapelou označena jako Neo-Destruction, což znamená Destruction bez Schmiera. Nahrávky vydané v tomto období nejsou kapelou počítány do jejich oficiální diskografie.
Kvůli nátlaku ze strany fanoušků nastal v roce 1999 reunion a Schmier se po několika letech přemlouvání vrátil k Destruction. Kapela opět jako trio (Schmier - zpěv a baskytara, Mike - kytary a nový bubeník Sven Vormann) podepsala smlouvu s nahrávací společností Nuclear Blast Records a tím nastartovala svůj návrat na největších německých festivalech: Bang Your Head, With Full Force a Wacken Open Air.

### Nultá léta 21. století
První návratové album vyšlo v roce 2000 s názvem All Hell Breaks Loose. Jeho následník pojmenovaný The Antichrist byl vydán roku 2001. Tato deska je mnohými považována za moderní thrash metalovou klasiku. Na podporu alba bylo naplánováno, na konec roku 2001, velké tour po boku kapel Kreator a Sodom. Ještě téhož roku z kapely odešel bubeník Sven kvůli náročnosti turné.
Do kapely přišel na doporučení Schmierových přátel nový bubeník Marc Reign. Kapela již s novým bubeníkem vydala živou nahrávku Alive Devastation (2002). Ta vyšla pouze v Japonsku, ale později byla znovu vydána jako bonusové CD k DVD Live Discharge. Následující rok vyšla deska Metal Discharge (2003). Rok 2004 se nesl ve znamení oslav dvaceti let existence kapely. Ta vydala DVD Live Discharge se záznamem vystoupení z německého festivalu ve Wackenu a s bonusovým materiálem z historie kapely.
V roce 2005 Destruction přešli pod nahrávací společnost AFM Records a nahráli album Invertor Of Evil. Ve skladbě „The Alliance Of Hellhoundz“ se jako hosté na desce objevili přední metaloví zpěváci. Na začátku roku 2007 Destruction znovunahráli vybrané skladby z předreunionových nahrávek kapely. Tato kompilace, nazvaná Thrash Anthems, obsahuje mimo jiné dvě zcela nové skladby a nahrávku „Cracked Brain“ ze stejnojmenného alba, kterou původně Schmier nenazpíval. Na desce se jako host objevil i bývalý kytarista kapely, Harry Wilkens.
V srpnu 2008 vyšla deska D.E.V.O.L.U.T.I.O.N., na kterou navázalo světové turné. Destruction oslavují 25. výročí od založení kapely a v roce 2009 vydali koncertní záznam The Curse of The Antichrist - Live In Agony. Nahrávka je složena z vystoupení na festivalu ve Wackenu a koncertu v Tokyu. Původně měla obsahovat ještě záznam z koncertu v Los Angeles, ale ten byl ztracen při poškození disku, který ho obsahoval. V září 2009 nemohl Mike Sifringer, kvůli zlomenému prstu na ruce, vystoupit na portugalském festivalu Caos Emergente. Při koncertu ho zastoupil Oliver 'Ol' Drake z britské kapely Evile.

### Desátá léta 21. století
Oslavy 25. výročí kapela uzavřela vydáním DVD A Savage Symphony - The History of Annihilation (2010) se záznamem vystoupení na festivalu ve Wackenu z roku 2007. Během vystoupení se jako hosté k samotné kapele připojili všichni bývalí členové. V březnu 2010 odešel z kapely bubeník Marc Reign a DVD se tím tak stalo jeho rozloučením s fanoušky. Jako důvody odchodu uvedl personální a hudební neshody způsobené stresem z turné a koncentraci na jeho rockovou kapelu Volcano.
V polovině roku 2010 se kapela vrátila do stáje Nuclear Blast Records a v listopadu oficiálně oznámila nového bubeníka. Tím se stal Wawrzyniec 'Vaaver' Dramowicz z polské progresivní kapely Indukti. S ním kapela nachystala na konec února 2011 novou desku Day of Reckoning, která má být oproti předchozí nahrávce návratem k větší rychlosti a přímočarosti. Na březen bylo naplánované evropské turné po boku Overkill a Heathen. V dubnu a květnu pak kapela pokračovala v koncertování po Jižní a Severní Americe.
V létě 2015 bylo na oficiální facebookové stránce kapely oznámeno nahrávání nové desky. Ještě před koncem roku byl odtajněn název, artwork a datum vydání. Nové album dostalo název "Under Attack" a vyšlo 13. května 2016. Podle slov Schmiera je to "jedno z nejklasičtějších alb, jaké kdy Destruction nahráli (od 80. let). Od svého předchůdce se liší především rychlostí a důrazem na thrashový zvuk, zatímco předchozí deska zněla spíš heavy metalově". Kapela desku nahrávala postupně, mezi jednotlivými koncertními šňůrami. Na vydání "Under Attack" navázalo celosvětové "Down Under Attack" turné, které mělo např. zastávku i na festivalu Brutal Assault v Josefově. Turné pokračovalo, byť s pauzami, až do podzimu 2017. Na jaře 2018 kapela pokračovala několika koncerty v Austrálii.
Krátce po skončení turné k novému albu kapela oznámila (přes facebookový profil) vydání další nahrávky, tentokrát se však jedná o znovu nahrané klasiky, z prvních sedmi alb. Kompilace navázala na svého předchůdce z roku 2007 (Thrash Anthems). Vyšla 18. července 2017 s názvem "Thrash Anthems II" a o výběru písní rozhodovali sami fanoušci skrze hlasování v aplikaci Pledge.
V roce 2018 odešel z kapely bubeník Vaaver a na jeho místo nastoupil Randy Black. Destruction také rozhodli o připojení druhého kytaristy, o kterém podle slov Schmiera už nějakou dobu uvažovali. Tím se stal Švýcar Damir Eskic, který již dříve s kapelou spolupracoval. V této sestavě nahrála kapela nové album Born to Perish, která vychází 9. srpna 2019. Již 31. května byla na YouTube zveřejněna titulní skladba "Born o Perish" a 19. července zveřejněn klip ke skladbě "Betrayal". Destruction v den vydání alba Born to Perish 9.8.2019 zahráli na festivalu Brutal Assault.

### Dvacátá léta 21. století
19.8.2021 byl zveřejněn videoklip "State of Apathy". V něm se poprvé objevil kytarista Martin Furia, který nahradil zakládajícího člena Destruction Mika Sifringera. 16.12.2021 byl zveřejněn videoklip ke skladbě "Diabolical" z připravovaného stejnojmenného alba. Vydání alba je naplánováno na 8. dubna 2022. Na rok 2022 je také naplánováno vystoupení na festivalu Ostrava v plamenech.

## Sestava

### Současní členové
- Schmier - zpěv, baskytara (1982 – 1989, 1999 – současnost)
- Randy Black - bicí (2018 - současnost)
- Damir Eskic - kytara (2019 - současnost)
- Martin Furia - kytara (2021 - současnost)

### Bývalí členové
- Thomas 'Tommy' Sandmann - bicí (1982–1987)
- Harry Wilkens - kytary (1987–1990)
- Oliver 'Olly' Kaiser - bicí (1987–1999)
- Christian Engler - baskytara (1990–1998)
- Thomas Rosenmerkel - zpěv (1993–1999)
- Michael 'Ano' Piranio - kytary (1993–1999)
- Sven Vormann - bicí (1999–2001)
- Marc Reign - bicí, doprovodný zpěv (2001–2010)
- Wawrzyniec 'Vaaver' Dramowicz - bicí (2010-2018)
- Michael "Mike" Sifringer - kytara (1982 - 2021)

Hostující hudebníci jsou uvedeni u jednotlivých alb.

## Diskografie

### Studiová alba
- 1985 – Infernal Overkill
- 1986 – Eternal Devastation
- 1988 – Release from Agony
- 1990 – Cracked Brain
- 2000 – All Hell Breaks Loose
- 2001 – The Antichrist
- 2003 – Metal Discharge
- 2005 – Inventor of Evil
- 2007 – Thrash Anthems
- 2008 – D.E.V.O.L.U.T.I.O.N.
- 2011 – Day of Reckoning
- 2012 – Spiritual Genocide
- 2016 – Under Attack
- 2017 – Thrash Anthems II
- 2019 - Born to Perish
- 2022 - Diabolical

### Živá alba
- 1989 – Live Without Sense
- 2002 – Alive Devastation
- 2009 –- The Curse of The Antichrist - Live In Agony

### DVD
- 2004 – Live Discharge - 20 Years Of Total Destruction
- 2010 – A Savage Symphony - The History of Annihilation

### EP
- 1984 – Sentence of Death
- 1987 – Mad Butcher

### Dema
- 1984 – Bestial Invasion Of Hell
- 1999 – The Butcher Strikes Back

### Neo-Destruction

#### Studiová alba
- 1998 – The Least Successful Human Cannonball

#### EP
- 1994 – Destruction
- 1995 – Them Not Me